# New York Cosmos (1970–1985)
New York Cosmos (đơn giản là Cosmos trong các năm 1977-1978) là một câu lạc bộ bóng đá chuyên nghiệp của Mỹ có trụ sở tại thành phố New York và vùng ngoại ô. Đội đã chơi các trận sân nhà trong ba sân vận động quanh New York trước khi chuyển đến sân vận động Giants, East Rutherford, New Jersey, và ở lại đó trong phần còn lại của lịch sử. Được thành lập vào tháng 12 năm 1970, đội đã thi đấu tại Liên đoàn bóng đá Bắc Mỹ (NASL) cho đến năm 1984 và là thương hiệu mạnh nhất trong giải đấu đó, cả về cạnh tranh và tài chính - chủ yếu dựa trên sự ủng hộ của Chủ tịchCommunications Warner Steve Ross, và đã ký hợp đồng với các ngôi sao nổi tiếng quốc tế như Tiền đạo người Brazil Pele, tiền đạo người Ý Giorgio Chinaglia và hậu vệ quét Tây Đức Franz Beckenbauer. Việc mua lại những cầu thủ nước ngoài này, đặc biệt là Pelé, đã biến Cosmos thành thứ mà Gavin Newsham gọi là "đội bóng quyến rũ nhất trong bóng đá thế giới", và góp phần vào sự phát triển của bóng đá trên khắp nước Mỹ, một quốc gia mà trước đây không quan tâm đến môn này.
Sau khi Pelé nghỉ hưu, Cosmos lụi tàn và NASL cũng vậy. Số người đến sân giảm, thỏa thuận truyền hình của giải đấu đã bị mất, và cuối cùng nó đã ngừng hoạt động vào năm 1985 sau khi chơi mùa giải cuối cùng vào năm 1984. Cosmos đã cố gắng tiếp tục hoạt động trong Major Indoor Soccer League, nhưng tỷ lệ người xem quá thấp khiến câu lạc bộ rút lui mà không hoàn thành nổi một mùa giải. Nhóm đã cố gắng một lịch trình phát triển độc lập vào năm 1985, nhưng cũng đã hủy bỏ vì số người xem thấp. Đội bóng ngừng hoạt động, tuy vậy các đội trẻ của đội tiếp tục hoạt động dưới tên và nhãn Cosmos, được điều hành bởi cựu tổng giám đốc nhượng quyền, G. Peppe Pinton.
Tên Cosmos vẫn rất nổi tiếng, ngay cả sau khi nó ngừng thi đấu. Nhiều nỗ lực đã được thực hiện để hồi sinh nó trong những năm 1990 và 2000, đáng chú ý nhất là một câu lạc bộ bóng đá trong giải Major League Soccer (MLS). Tìm cách giữ lại di sản của đội bóng, Pinton từ chối bán bản quyền tên và hình ảnh, tin rằng MLS sẽ không tôn trọng hợp đồng. Sau khi thay đổi thái độ của MLS đối với di sản của NASL và sự hồi sinh của một số tên tuổi NASL trước đây, Pinton đã bán quyền cho một tập đoàn quốc tế có trụ sở tại Anh vào tháng 8 năm 2009. Một đội bóng Cosmos mới đã được công bố vào tháng 8 năm 2010 bởi chủ tịch danh dự của nhóm, Pelé. Đội bóng mới bắt đầu thi đấu ở Giải bóng đá Bắc Mỹ hạng hai (tổ chức mùa giải đầu tiên vào năm 2011) trong mùa thu 2013.